# Straßenbahn Poitiers
Die Straßenbahn Poitiers (frz.: Tramway de Poitiers) bediente fast fünfzig Jahre lang den Stadtverkehr in der Stadt Poitiers, dem Hauptort des Départements Vienne.

## Geschichte
Schon im Jahre 1895 wurde in Poitiers eine Pferdebahn eröffnet, die bis zum Sommer 1914 verkehrte. Die steilen Strecken in der hoch gelegenen Stadt konnten aber erst durch eine elektrische Straßenbahn überwunden werden. Am 24. September 1899 nahmen zwei Linien der Compagnie des tramways de Poitiers – TP, die zu der Gesellschaft Omnium lyonnais des chemins de fer et des tramways gehörte, den Betrieb auf.
Von der Place d’Armes im Stadtzentrum fuhr die Linie A zum Bahnhof (1,0 km) und die Linie B nach Trois Bourdons (2,4 km). Ab dem 5. September 1903 kam noch die Linie C hinzu, die die Innenstadt mit Pierre Levée (2,5 km) verband. Auf diesem meterspurigen Netz von sechs Kilometern Länge waren insgesamt 13 Triebwagen und vier Beiwagen eingesetzt.
Die Linie A wurde von 1937 bis 1939 durch einen Omnibus und ab 9. August 1943 durch einen Oberleitungsbus ersetzt. Dieser trat ab 25. Januar 1948 auch an die Stelle der beiden anderen Straßenbahnlinien.
Seit dem 4. März 1965 bedienen nur noch Dieselomnibusse den Stadtverkehr in Poitiers. 